# Nicolas de Bec-Crespin
Pour les articles homonymes, voir Crespin et Bec (homonymie).
Pour les autres membres de la famille, voir Famille Crespin du Bec.
Nicolas de Bec-Crespin, ou Michel du Bec-Crespin, est un cardinal né à Mortemer en Normandie et décédé le  30 août 1318 à Avignon.

## Biographie
Nicolas de Bec-Crespin est doyen de l'église de Saint-Quentin en Normandie et archidiacre à Paris.
Nicolas de Bec-Crespin est créé cardinal par le pape Clément V lors du consistoire du 23 décembre 1312. Il participe au conclave de 1314-1316, lors duquel Jean XXII est élu.

## Armoiries
Fuselé d'argent et de gueules.